# Île du Comté
L'île du Comté est une île du Rhône, située à Beaucaire, dans le Gard. Elle comporte un ancien mausolée romain.